# Calothamnus macrocarpus
Calothamnus macrocarpus är en myrtenväxtart som beskrevs av Trevor J. Hawkeswood. Calothamnus macrocarpus ingår i släktet Calothamnus och familjen myrtenväxter. Inga underarter finns listade i Catalogue of Life.